# Белово
Бело́во (телеут. Пеелий) — город областного подчинения в Кемеровской области России. Административный центр Беловского городского округа. Расположен на юге Западной Сибири, в центральной части Кузнецкого угольного бассейна (Кузбасса).

## География
Город расположен под 54°25' с. ш. и 86°18' в. д. Расстояние до Москвы — 3048 км по прямой, 3715 км — по автодорогам.
Белово находится в центральной части Кемеровской области между областным центром Кемерово и городом Новокузнецком. Ближайшие соседи — города Полысаево, Ленинск-Кузнецкий, Гурьевск и Киселёвск. Расстояние до Кемерово — 99 км, до Новокузнецка — 100 км.
Город расположен в Кузнецкой котловине, на реке Бачат. Ландшафт района — равнинный, слабохолмистый, характерный для Кузнецкой лесостепи. В окрестностях Белова и населённых пунктов, образующих Беловский городской округ, сохранились массивы природных лиственного и хвойного лесов. Вокруг города имеются значительные площади искусственных посадок сосны.
Основной водной артерией Белова является река Бачат, образованная слиянием двух русел в южной части города. По территории города также протекают реки Иня, Уба, Черта, Мереть и другие.
Согласно Генеральному плану города Белово Кемеровской области, площадь территории Беловского городского округа составляет 219,34 км². По данному показателю Белово занимает 61-е место в Списке городов России с территорией больше 100 квадратных километров.
Земли сельскохозяйственного назначения составляют 28,8 % земель города. Под жилую застройку занято 21,5 % территории города, промышленная зона земель составляет 23,3 %.
Часовой пояс
Город Белово, как и вся Кемеровская область, находится в часовой зоне МСК+4. Смещение применяемого времени относительно UTC составляет +7:00.

### Рельеф
Рельеф города и его окрестностей представлен слабо всхолмлёнными участками, которые разделяются густой сетью широких долин и балок.
В истории геологического строения городских земель прослеживается сложный и разнообразный процесс формирования комплекса осадочных вулканогенных и интрузивных пород. Территория Белова сложена из верхнепермских песчаников, включающих в себя значительное количество каменных углей.
Уникальная комбинация факторов делает большую часть города пригодной для градостроительства, но требует проведения основательных инженерно-геологических исследований. Территория делится на пригодную для градостроительства, частично пригодную, зоны подтопления и промышленные угленосные пласты. Распределение территории на зоны, отличающиеся по условиям рельефа и геологии, помогает лучше понять, какие участки годятся для застройки, а какие предпочтительнее оставить в их естественном состоянии.

### Полезные ископаемые
Энергетические ресурсы играют ключевую роль в экономике Белова, привлекая внимание инвесторов, как на региональном, так и на международном уровне. Расположение города вблизи двух крупных угольных месторождений — Беловского и Бачатского, где запасы «чёрного золота» оцениваются в 10 млрд. тонн, в том числе 1,6 млрд. тонн коксующегося угля, играет жизненно важную роль для экономики региона.
Разведанные месторождения каменного угля представляют собой важный ресурс для городского развития в среднесрочной перспективе. Залежи угля глубиной от 50 до 60 м здесь выгодно расположены геологически, общая же глубина залегания угольных пластов по области варьируется в пределах от 70 до 100 м. Также это связано с присутствием в городе угольных пластов дефицитных марок: газовых и жирных, широко востребованных в металлургии. Запасы каменного угля достигают 67 тонн на квадратный километр.
Дешёвые строительные материалы также играют ключевую роль в различных отраслях местной промышленности. Запасы неэнергетических ресурсов представлены разведанными и эксплуатируемыми месторождениями кирпичных глин и суглинков, а также формовочных песков, которые являются основой для создания прочных и долговечных строительных конструкций. В непосредственной близости расположены месторождения известняка и базальта (на землях Гурьевского и Беловского районов).
Белово занимает 3-е место в области после Междуреченска и Новокузнецка по показателям добычи полезных ископаемых, что подчёркивает важность его ресурсного потенциала. При этом приходится учитывать как позитивные, так и негативные аспекты эксплуатации таких масштабных ресурсов, чтобы обеспечивать устойчивое развитие города и сохранение окружающей среды. Географическое расположение угольных месторождений в пределах городской черты приводит не только к экологическим проблемам, но и существенно затрудняет развитие инфраструктуры. Безугольная территория в пределах городской черты и в непосредственной близости от города крайне ограничена. Площадки, пригодные для развития Белова и  расположенные в безугольных зонах, находятся на северо-востоке и юго-западе от центральной части.

### Климат
Климат беловской земли является результатом сложного взаимодействия различных факторов, таких как удалённость от морей и океанов, физические свойства суши и смена времён года. Регион характеризуется резким континентальным климатом, который оказывает значительное влияние на жизнь горожан.
Одним из основных климатических факторов является холодная зима с поздними заморозками весной и с устойчивыми отрицательными температурами воздуха. Уже в ноябре наступают устойчивые морозы, которые сменяют друг друга до марта, формируя период длительностью примерно в 140 дней. Зима длится практически полгода, продолжительность отопительного периода — 228 дней.
Летний период длится 3 месяца, но благоприятный период, который характеризуется тёплыми температурами, продолжается несколько больше, в среднем 180—200 дней в году. Агроклиматические условия города обеспечивают достаточное количество влаги для выращивания растений. Начиная с середины мая и до середины сентября, здесь проходит период активной вегетации, который длится в среднем 132 дня. По климатическим условиям вся территория административно-территориальной единицы благоприятна для развития сельского хозяйства.
| Показатель                                                   | Янв.  | Фев.  | Март  | Апр.  | Май  | Июнь | Июль | Авг. | Сен. | Окт.  | Нояб. | Дек.  | Год   |
| ------------------------------------------------------------ | ----- | ----- | ----- | ----- | ---- | ---- | ---- | ---- | ---- | ----- | ----- | ----- | ----- |
| Абсолютный максимум, °C                                      | 5,5   | 8,2   | 17,7  | 28,0  | 30,5 | 33,1 | 36,3 | 33,2 | 31,5 | 24,1  | 16,3  | 6,0   | 36,3  |
| Средний суточный максимум, °C                                | −13,6 | −10,2 | 0,6   | 12,3  | 17,2 | 24,6 | 25,0 | 23,0 | 16,7 | 7,5   | −3,1  | −9,6  | 7,5   |
| Средняя температура, °C                                      | −18   | −15,5 | −4,9  | 5,8   | 10,4 | 17,9 | 18,7 | 16,5 | 10,2 | 2,7   | −6,5  | −13,7 | 2,0   |
| Средний суточный минимум, °C                                 | −21,6 | −19,7 | −9,3  | 0,3   | 4,6  | 11,3 | 13,1 | 11,2 | 5,0  | −0,9  | −9,7  | −17,3 | −2,7  |
| Абсолютный минимум, °C                                       | −40,4 | −40,4 | −29,3 | −14,8 | −8,3 | −3   | 4,5  | 0,8  | −5,5 | −18,5 | −35,3 | −40,8 | −40,8 |
| Норма осадков, мм                                            | 18    | 17    | 18    | 31    | 44   | 42   | 93   | 59   | 41   | 37    | 42    | 29    | 469   |
| Средняя влажность, %                                         | 77    | 76    | 71    | 61    | 57   | 63   | 72   | 75   | 72   | 76    | 80    | 77    | 71    |
| Источник: Погода и Климат (компиляция данных с метеостанции) |       |       |       |       |      |      |      |      |      |       |       |       |       |

## История
История города Белово начинается с 1726 года, когда появилась первая заимка беглого горняка Фёдора Белова. По регистрационным спискам Кузнецкого уезда 1762 года в деревне проживало 17 душ мужского пола. Русское поселение располагалось среди телеутских улусов — Бабанаковского, Чертинского и Челухоевского. В 1851 году началась разработка угольных месторождений недалеко от деревни Белова, когда была открыта Бачатская копь. Это была первая шахта в Кузбассе. Через 7 лет ревизская сказка 1859 года зафиксировала в деревне уже 30 дворов, в которых проживало 172 жителя мужского пола.
Долгое время деревня Белова оставалась небольшой захолустной деревней, однако в начале XX века её жизнь изменилась благодаря открытию в 1921 году железнодорожной ветки Кольчугино — Белова — Усяты (ныне Прокопьевск). В строительстве дороги участвовали части Трудовой армии, местные жители и военнопленные, включая белочехов и немцев. Работы велись в сложных условиях: болотистая местность, нехватка техники и скудное продовольственное обеспечение. Тем не менее, к весне 1921 года основные работы по укладке однопутного железнодорожного пути были завершены, и 25 октября того же года по рельсам мимо разъезда Белова прошёл первый поезд, перевозивший прокопьевский уголь. В 1923 году началось возведение депо и пристанционных домов для его работников. Особенностью того периода было строительство 2-х этажных камышитовых домов, которые сохранились до настоящего времени. В 1925 начал функционировать вокзал. Первый вокзал был деревянным, покрытым железной крышей с небольшой башней и флюгером.
К быстро развивающемуся железнодорожному узлу вскоре добавилось промышленное предприятие. В 1928—1930 годах по проекту немецкой фирмы в деревне Белова началось строительство цинкового завода, ставшего первым предприятием цветной металлургии в Кузбассе. Процесс ввода в эксплуатацию нового завода привлёк в деревню не только рабочую силу, но и специалистов из разных уголков страны, что способствовало обмену опытом и передаче новейших технологий во всесоюзном масштабе. Возникла острая необходимость развития инфраструктуры, образования и культуры, что превратило возникший посёлок сначала строителей завода, а потом и его работников во второй градообразующий фактор.
20 марта 1931 года деревня Белова отнесена к категории рабочих посёлков и получила название рабочий посёлок Белово, а 10 мая 1931 года Бачатский район был преобразован в Беловский с пернесением районного центра из села Бачаты в Белово. Произошло не только изменение административного статуса нового посёлка, одновременно обозначились ближайшие перспективы для его экономического развития.
В апреле 1933 года на месте Ново-Бачатской копи, заложенной ещё в 1884 году, была запущена шахта «Пионерка». Это первое крупное угледобывающее предприятие стало основой для возникновения горняцкого посёлка Бабанаково, который был расположен недалеко от одноимённой деревни Бабанаково со старинными национальными традициями телеутов. Первую шахту в Белово строил весь Кузбасс, сюда приехали сотни юношей и девушек из многих городов СССР.
Благодаря своему стремительному развитию, рабочий посёлок Белово был преобразован в город 4 декабря 1938 года. 12 декабря 1940 года Белово получил статус города областного подчинения, что стало значимым событием, подтверждающим важность и перспективность данной территории уже для всей страны.
Развитие города шло параллельно с увеличением численности его жителей. По данным Всесоюзной переписи населения 1939 года население Белово достигло 43 300 человек. В городе активно развивалась социальная сфера: работало 10 школ, в которых преподавали 128 учителей, заботу о здоровье населения обеспечивали 118 врачей и 20 средних медицинских работников. Книжный фонд местных библиотек насчитывал 10 тысяч экземпляров, что свидетельствовало о стремлении населения к образованию и саморазвитию.
В декабре 1939 года в Белово прошли выборы первого в истории города Совета депутатов трудящихся.
В годы Великой Отечественной войны более 19 тысяч жителей Белово сражались на всех фронтах и направлениях. Среди них 18 Героев Советского Союза и один полный кавалер ордена Славы.
На развитие города в послевоенные годы существенное влияние оказали промышленные предприятия, в числе которых особое место занимает завод «Кузбассрадио». Этот завод стал символом возрождения и развития социальной инфраструктуры центральной части Белово. Он был создан на базе предприятий, эвакуированных в город во время войны, включая Коломенский патефонно-пластиночный завод и одесский «Кинап». В 1945 году на заводе был разработан радиоприёмник «Рекорд». Дешёвый и качественный транзистор с диапазонами длинных, средних и коротких волн получил массовое распространение в Советском Союзе.
Послевоенное развитие Белово было тесно связано с угольной промышленностью, что отразилось на градообразующих процессах. Особенно заметна была тенденция создания новых посёлков вблизи шахт и разрезов. Примером такого развития является строительство шахт «Чертинская 2-3» в 1949 году, «Чертинская-1» в 1952 году и «Западная» в 1961 году, что привело к возникновению на юго-западной окраине города Нового Городка — самого крупного посёлка Белово. Ранее самостоятельный посёлок Чертинский, расположенный в 4 км от Нового Городка, 30 сентября 1958 года был также включен в состав города. Центр города и Новый Городок связывает автобусный маршрут № 1, который проходит также через микрорайон Чертинский. Находящееся в 4,5 км от Нового Городка село Заречное было передано в состав города 7 декабря 1982 года из административного подчинения Старобачатского поссовета. В настоящее время село Заречное входит в территориальное управление Нового Городка и связано с посёлком автобусным маршрутом № 120. Этот феномен подтверждает, что промышленный рост и развитие социальной инфраструктуры шли рука об руку, формируя современный облик города.
Среди предприятий, давших начало целым поселениям, выделяется разрез «Краснобродский», первенец открытого способа добычи угля в Кузбассе, основанный в 1948 году. Он стал прародителем одноименного посёлка Краснобродский. В следующем, 1949 году, был запущен угольный разрез «Бачатский», который не только стал крупнейшим в стране, но и послужил основанием для формирования посёлка Бачатский.
Переходя к истории более позднего периода, нельзя не упомянуть о Грамотеинском шахтоуправлении, созданном в 1939 году под названием «Новосибуголь». Оно заслуживает внимания как старейшее действующее угледобывающее предприятие на территории современного города. Следом за ним появилась шахта «Грамотеинская 1-2», открытая в 1956 году и в настоящее время известная как шахта «Листвяжная». В 1960 году был основан разрез «Колмогоровский». Все эти предприятия внесли свой вклад в развитие посёлка Грамотеино и способствовали образованию современного городского микрорайона Колмогоровский, раскинувшемуся вблизи старинных переселенческих деревень Грамотеино и Колмогоры.
Разрез «Караканский», отгрузивший первую тонну угля в 1982 году, дал жизнь посёлку Новый Каракан.
Город Белово к настоящему времени утвердился как критически важный транспортный узел угледобывающего района. Фактически каждая шестая тонна добытого в Кузбассе угля приходится на долю Белово. Этот факт подтверждает, что строительство разветвлённой транспортной инфраструктуры в городе явилось необходимым условием для обеспечения стабильной работы угольных предприятий.
Однако не только угольная промышленность способствовала развитию региона. В 1955 году, в 14 км от Белово, началось строительство Беловской ГРЭС, которое получило статус всесоюзной ударной стройки. Этот проект привёл к созданию на берегу реки Иня нового населённого пункта — посёлка Инской, который стал домом для строителей и обслуживающего персонала станции. 26 мая 1956 года Инской был административно включён в состав города. Таким образом, освоение территории вокруг Белово было направлено не только на добычу угля, но и на развитие энергетической отрасли, что в свою очередь способствовало комплексному развитию всего региона.
30 марта 1977 года в городскую черту вошёл посёлок Новобелово, выделенный из Старопестерёвского сельсовета, а 17 мая 1978 года частью города стал посёлок Совхозный. С 1987 года процесс формирования города получил новый импульс благодаря включению в его состав таких населённых пунктов, как Артышта, Дуброво и 275-й километр. Это были основные вехи становления города.
К началу XXI века структура города включала не только центральную часть, но и множество рабочих поселков, таких как Артышта, Бачатский, Грамотеино, Инской, Краснобродский, Новый Городок, Новый Каракан, а также село Заречное. Эти населённые пункты, расположенные в пределах 60 км от центра, сформировали уникальную структуру городского пространства, обусловив разветвлённую сеть социальных учреждений, насчитывающих более 240 объектов.
С началом реструктуризации угольной отрасли и переделом собственности, а также разрушением старых экономических связей закрылись промышленные гиганты города: Машзавод, трикотажная фабрика, Беловский цинковый завод. Остановилось пищевое производство: мясокомбинат, гормолзавод и хлебокомбинат.
По состоянию на 1 января 2002 года, население города достигло 164,2 тыс. человек, в том числе 45,8 тыс. пенсионеров. Количество трудящихся, занятых в различных секторах экономики, продемонстрировало тенденцию к сокращению, составив на начало 2002 года лишь 55,2 тыс. человек. Это новые вызовы, с которыми город столкнулся в начале нового века, в частности в вопросах занятости населения.
17 декабря 2004 года в границах города областного подчинения Белово был создан Беловский городской округ.
Распоряжением Правительства РФ от 29.07.2014 № 1398-р (ред. от 13.05.2016) «Об утверждении перечня моногородов», включён в список моногородов Российской Федерации с риском ухудшения социально-экономического положения.

## Население
Население центральной части города Белово на 2025 год — 66 862 чел.
| 1931    | 1939    | 1959     | 1962     | 1967     | 1970     | 1976     | 1979     | 1982     | 1986     | 1987     |
| ------- | ------- | -------- | -------- | -------- | -------- | -------- | -------- | -------- | -------- | -------- |
| 11 900  | ↗43 000 | ↗106 894 | ↗118 000 | ↘116 000 | ↘108 209 | ↗110 000 | ↗111 819 | ↗114 000 | ↗117 000 | ↗118 000 |
| 1989    | 2000    | 2001     | 2002     | 2003     | 2005     | 2006     | 2008     | 2009     | 2010     | 2011     |
| ↘93 108 | ↘80 200 | ↘78 300  | ↗82 425  | ↘82 400  | ↘79 300  | ↘77 900  | ↘75 800  | ↘74 796  | ↗76 764  | ↗76 800  |
| 2012    | 2013    | 2014     | 2015     | 2016     | 2017     | 2018     | 2019     | 2020     | 2021     | 2025     |
| ↘75 502 | ↘74 960 | ↘74 313  | ↘74 046  | ↘73 400  | ↘72 843  | ↘72 519  | ↘71 812  | ↘71 240  | ↘68 542  | ↘66 862  |

На 1 января 2025 года по численности населения город находился на 242-м месте из 1124 городов Российской Федерации.

## Застройка и планировка
Белово, как и многие города Кузбасса, не представляет собой единого пятна застройки, а состоит из небольшой по площади центральной части и отдалённых посёлков, возникших и развивавшихся автономно, а затем административно объединённых в один город. В 2004 году эти территории не были переведены в состав поселений городского округа и остались в составе города.
К ним относятся:
- Старо-Белово: историческая территория — поселение XVIII века, давшее имя городу.
- Бабанаково: поселение первых шахтёров. Здесь начала работать первая шахта.
- 8 Марта, включает в себя посёлки Кирзавод и Калтайка.
- Телеут — компактное национальное поселение состоит из 8 одноимённых улиц. Нередко его относят к Чертинскому.
- Чертинский.

Удалённые части города тесно прилежат друг к другу, границами между ними служат железные дороги и река Бачат с притоками.
Центральная часть, называемая местными жителями «Город» и реже «Белово», начала застраиваться в 20—30-е годы XX века вблизи железнодорожной станции «Белово», имеет чётко организованную структуру параллельных улиц, к западу от железной дороги. Наряду с традиционными советскими названиями в центре города жители используют для наименования улиц порядковые номера. Из-за перестройки центра города номера улиц спутались, возникли улицы без номеров и нет единого мнения относительно того, под каким номером какая улица существует. Наиболее часто употребляются порядковые номера — 1-й (Железнодорожная), 5-й (Октябрьская) и 9-й (Пролетарская) улиц. Совхозный, Треугольник, Третий, Четвёртый и Шестой микрорайоны приписываются к центральной части города, хотя и не вписываются в её линейную застройку.
В 1970-е — 1980-е годы центральная часть города была перестроена, снесено много многоквартирных бараков и частных домов — по большей части деревянных. Добротная сталинская архитектура местами сохранилась на улице Ленина, Юбилейной, Чкалова. Таким образом, город в своей центральной части приобрёл некоторые черты «парадной застройки» и в этом смысле выглядит презентабельнее Ленинска-Кузнецкого и Прокопьевска, в которых постройки барачного типа очень легко встретить и на центральных улицах. Нетронутыми остались деревянные и щитовые многоквартирные бараки на улице Железнодорожной, квартале Волошиной-Чкалова-Мичурина и других. Расселение их откладывается, так как в более ветхом состоянии находятся дома, оказавшиеся на подработанных территориях (Бабанаково и Чертинский), а также в связи с общим экономическим упадком в городе.

## Власть
Согласно уставу Беловского городского округа, структуру органов местного самоуправления Беловского городского округа составляют:
- Совет народных депутатов Беловского городского округа — представительный орган местного самоуправления;
- Глава Беловского городского округа — глава муниципального образования;
- Администрация Беловского городского округа — исполнительно-распорядительный орган муниципального образования.

Помимо этого, имеются территориальные управления отдельных частей Белова, находящиеся в подчинении Администрации Беловского городского округа:
- ТУ микрорайона Бабанаково (мкр. Бабанаково, мкр. Чертинский, мкр. ул. Телеут, мкр. 8 Марта, с. Заречное;
- ТУ Центрального района (Южный округ, Северный округ, мкр. Совхозный, мкр. Старо-Белово).

### Список глав города в постсоветское время
- Власов Николай Анатольевич (1990—1991)[46]
- Шатилов Геннадий Петрович (1991—1997)[47]
- Паршуков Евгений Иванович (1997—1999)
- Шатилов Геннадий Петрович (1999—2003)
- Панов Евгений Александрович (2003—2011)[48]
- Гусаров Игорь Анатольевич (2011—2014)[49]
- Курносов Алексей Викторович (с 3.02.2014 по 16.09.2024)[50]
- Овчинникова Гульнара Вагизовна (врио с 16.09.2024 по 13.03.2025)
- Алексеев Сергей Игоревич (с 13.03.2025 по настоящее время)

Кроме того, с 1991 по 1993 год городской совет народных депутатов претендовал на власть в городе, в силу действия Конституции РСФСР, по которой исполнительные органы были подчинены представительным — Советам. Председательствовал в совете народных депутатов в это время будущий глава города Паршуков Евгений Иванович.
Городская власть в после 1991 года не отличается стабильностью. Из всех глав города в это время только один — Г. П. Шатилов, полностью отработал отведенный для должности срок полномочий и передал их преемнику без досрочной отставки или уголовного дела. Г. П. Шатилов был назначен руководителем Беловского горисполкома ещё в 1985 году, в 1990 году его ненадолго сменил Н. А. Власов, но в 1991 году Горисполком был ликвидирован, а созданную городскую администрацию снова возглавил Шатилов. В 1997 году Г. П. Шатилов ушёл в отставку из-за общегородских протестов и на первых общегородских выборах мэра победу одержал Е. И. Паршуков. Но через два года он был отстранен от исполнения полномочий из-за заведённого против него уголовного дела, в рамках которого даже несколько дней провёл в следственном изоляторе, после чего ушел в отставку. На досрочных выборах вновь победил Г. П. Шатилов. Отработав определённый для его полномочий четырёхлетний срок, Г. П. Шатилов ушёл на пенсию. Это единственный случай нормального завершения полномочий главы города в новейшей истории Белова. Е. А. Панов, объявленный преемник Шатилова, до этого заместитель главы по коммунальному хозяйству, уверенно избирался на первый и на второй срок, так как его выдвижение было дополнительно одобрено Тулеевым, но в 2011 году он был отправлен в отставку губернатором области за допущенную халатность — под тяжестью снега произошло обрушение крыши городской больницы. Фактически отставка была связана с огромным потоком жалоб беловчан на некомпетентность и бездействия Панова. На смену Панову из Кемерово был назначен И. А. Гусаров, никогда не живший в Белово. После трёх лет работы Гусаров ушёл в отставку добровольно, но как говорят горожане — из-за проблем с законом, конфликтов c местными предпринимателями и СМИ, а также из-за череды городских проблем и проявленной не профессиональности в их разрешении. За время его работы в городе обрушился и без оценки возможности восстановления был снесён автовокзал, а затем случилось землетрясение, приведшее в негодность много жилых домов и городских объектов, в их числе — железнодорожный вокзал, но работа по устранению последствий землетрясения шла неудовлетворительно и с грубыми нарушениями. Очередным главой города с протекции своего однокурсника — первого заместителя губернатора М. Макина в 2014 году был избран заместитель главы города по строительству, а до этого строительный бизнесмен Алексей Курносов, который в 2019 году был переизбран по новой процедуре - депутатами городского совета. В 2024 году Алексей Курносов подал в отставку и уехал из города на фоне обысков и уголовного дела, возбужденного против его брата по факту мошенничества с муниципальным заказом на строительство и оказания сопротивления сотрудникам полиции.

## Экономика
Белово — до недавнего времени один из промышленных центров Кемеровской области. Крупный железнодорожный узел. Основные отрасли — угольная промышленность (первым крупным угледобывающим предприятием, построенным в Беловском районе, стала шахта «Пионерка», вступившая в строй в апреле 1933 года, в настоящее время закрыта), железнодорожный транспорт, производство стройматериалов.
Город Белово отнесён правительством РФ к категории моногородов.

### Основные отрасли и действующие компании
Электроэнергетика — Беловская ГРЭС (принадлежит АО "СУЭК"), вырабатывающая более 30 % электроэнергии области.
Добыча полезных ископаемых — на добычу полезных ископаемых приходится около 60 % объёма отгружённых товаров собственного производства. Около 11 тысяч человек заняты добычей полезных ископаемых. В городе Белово добывается около 12 % кузбасского щебня и гравия и 8 % всего кузбасского угля. По объёму добычи угля город занимает 3—4 место в области после Междуреченска, Новокузнецка и Прокопьевского района.
Подземная добыча угля. В городе работают три шахты: «Чертинская-Коксовая», «Листвяжная» (ранее — «Инская»), «Грамотеинская». Доля добычи угля подземным способом составляет около 30 % общего объёма. Все шахты принадлежат разным собственникам.
Открытая добыча угля. На территории округа расположен один из крупнейших в России Бачатский угольный разрез и старейший в Кузбассе Краснобродский угольный разрез, которые входят в состав ОАО «УК „Кузбассразрезуголь“». Переработкой коксующихся углей, добываемых на шахтах и разрезах города, занимаются ЦОФ «Беловская» и ОФ «Листвяжная».
Строительные материалы — заводы ЖБИ. Выпускают бетон и бетонные изделия для нужд строительства. Кирпичные заводы не работают.
Промышленное производство коммутационных и установочных изделий  - АО «НПП «Кузбассрадио» - одно из старейших предприятий области, берёт начало от нескольких заводов: Одесского завода грампластинок и Коломенского патефонного завода, которые были эвакуированы в Сибирь в 1941 году. В 80-х годах было основное градообразующее предприятие на котором работало более 15000 человек. Выпускает микропереключатели, тумблеры, переключатели поворотные, переключатели кнопочные, переключатели движковые, переключатели галетные, держатели вставок плавких и ламповые панели, кнопки малогабаритные, выключатели кнопочные взрывозащищенные, выключатели.
Транспорт — железнодорожными перевозками внутри города занимается ОАО «Беловопогрузтранс»; автомобильные перевозки осуществляют ООО «Автобаза „Инская“», «Караканская», ОАО «Белтранс». Пассажирские перевозки — ГПАТП и частные предприниматели.
Торговля — со второй половины 2000-х годов торговля обретает формы, близкие к современным общероссийским. С этого времени в городе открыто множество магазинов, организованных по форме самообслуживания на площадях бывших универсамов и универмагов. Первоначально это были областные сети «Экономька», «Чибис», затем их стали сменять федеральные «Мария-Ра», "Пятерочка", "Магнит", "Ярче", "Светофор"), на бывших производственных площадях открывались гипермаркеты «Поляна», «Палата», "Алпи», «Гулливер», но после их закрытия в 2010-е новых игроков не появилось. Торговых предприятий в формате гипермаркета в Белово нет. Традиционные для советского времени формы торговли через магазины сети ГорПО и РайПО отсутствуют совсем, хотя сохранялись пусть и номинально до начала 2000-х годов, а характерная для 1990-х — начала 2000-х годов торговля на рынках и в мелких торговых центрах по-прежнему существует, играет существенную роль в торговом обороте, и даже имеет тенденцию к развитию — но существенно меньшими темпами и преимущественно на окраинах, в удалённых от центра города посёлках.

### Ранее действовавшие отрасли
Металлургия — Беловский цинковый завод не осуществляет деятельность с 1997 года, с 1999 года введена процедура банкротства — конкурсное производство, в 2012 году конкурсное производство прекращено за отсутствием средств.
Машиностроение — ОАО «Беловский машзавод», ОАО «Беловский энергоремонтный завод», «Беловские ЦЭММ». Многие из перечисленных предприятий, будучи гигантами в советское время, ныне не существуют (вплоть до разбора производственных помещений на строительные материалы) или пребывают в глубоком кризисе.

## Строительство
Строительство в городе осложняется наличием горных выработок и сложившейся частной малоэтажной застройкой на большинстве территорий.
Жилищное строительство ведётся в первую очередь на свободных территориях центра города и третьего микрорайона. В годы кризиса угольной отрасли и экономики в целом строительство многоквартирных жилых домов в городе как с целью продажи, так и для переселения из ветхого и аварийного жилья не велось более 15 лет (1990-е и первая половина 2000-х годов). В случае крайней необходимости квартиры для нуждающихся находили на вторичном рынке.
В 2008 году введено в эксплуатацию 398 квартир общей площадью 32,1 тыс. м² (104,6 % к уровню прошлого года), в том числе индивидуального жилья — 18,5 тыс. м² (83,7 % к уровню прошлого года).
За январь-май 2009 года введены в эксплуатацию 145 квартир общей площадью 11,1 тыс. м², на 30,0 % больше, чем в январе-мае 2008 года, что составляет 3,2 % от всего жилья, введённого по области (7-е место в области).
В результате реализации мероприятий в 2008 году:
- увеличилась площадь жилых помещений, введённая в действие за год, с 0,22 до 0,24 м² на человека;
- увеличилась обеспеченность населения жилыми помещениями с 21,61 до 21,88 м² на человека;
- Белово занимает 4-е место в области среди городов по вводу жилья, уступая Кемерово, Новокузнецку и Прокопьевску;
- работы, выполненные по виду деятельности «строительство», за 2008 год увеличились и составили 4,8 млрд рублей.

За 2009—2012 годы должно было быть построено 70,5 тыс. м² жилья, в том числе — 60 коттеджей в квартале Сосновый.
Индивидуальное жилищное строительство минимально. Жилые дома строятся и реконструируются силами владельцев, но незанятость участков под индивидуальное строительство в городских посёлках говорит о малой популярности индивидуального строительства.
Коммерческое строительство. Коммерческая недвижимость в городе практически не строится из-за низкого спроса нее. Под офисы приспосабливаются помещения в социальных учреждениях, в административных зданиях, в торговых центрах. Сами торговые центры организуются на уцелевших, пригодных для ремонта и ведения коммерческой деятельности площадях закрытых промышленных предприятий.
Строительство социальных объектов. Объекты социальной инфраструктуры в посёлках вокруг действующих или закрытых шахт (Дома культуры, отделения почтовой связи, банков) практически не обновляются. Новые капитальные здания не строятся. Социально-значимые объекты, признаваемые аварийными, разбираются, а жителям предлагается взамен пользоваться подобным объектом на соседней территории.
Конец 1990-х — начало 2000-х годов отмечено разрушением зданий административно-бытовых комбинатов на территориях закрытых шахт. Городская администрация не приложила усилий к принятию ценных зданий на баланс. Не имевшие признаков аварийности, эти здания, оставшиеся без обслуживания и без охраны, подверглись разграблению со стороны местных жителей, которые искали ценный металлолом, а затем здания были разобраны. Кирпич, шлакоблок и бетонные плиты продавались сомнительными предпринимателями или использовались местными жителями для строительства гаражей и надворных построек. В момент закрытия каждое из зданий рассматривалось как вариант для переселения профессиональных училищ. Но должного применения памятникам советской беловской промышленности не нашлось.
В 2000-е — 2010-е годы социальное строительство несколько оживилось, в рамках подготовки к дню шахтёра в 2003 году был реконструирован спортивный комплекс, в рамках государственных и областных программ расширялись и реконструировались детские сады, некоторые школы. в 2013—2016 годах строился новый железнодорожный вокзал. В планах на 2017—2019 годы — строительство физкультурно-оздоровительного комплекса в третьем микрорайоне.
Однако темпы деградации социальной инфраструктуры всё равно опережают темпы нового строительства.

## Транспорт
От работы ведущих отраслей экономики зависит функционирование такой жизненно важной сферы услуг, как транспорт.
В 2008 году автомобильным транспортом перевезено грузов на 54,6 млн тонн, что больше уровня 2007 года на 43,7 %.

### Железнодорожный транспорт
Белово — крупная узловая станция Западно-Сибирской железной дороги. Находится на линии Юрга-Новокузнецк. Имеются примыкания других железных дорог, соединяющих Кузбасс с Алтайским краем (ст. Артышта-II) и Новосибирской областью (ст. Проектная). Все магистрали электрифицированы, основной вид локомотива — электровозы, в основном серий ВЛ10, ВЛ10У, с 2010 года 2ЭС6, с 2013 года 2ЭС10 в грузовом, и с 2008 года — ЭП2К в пассажирском. Ток в контактной сети — постоянный, 3 кВ.
В Белове находится эксплуатационное локомотивное депо ТЧЭ-14.
Городские грузовые перевозки. Развитая сеть подъездных путей предприятий промышленного железнодорожного транспорта, обслуживающих угольные, промышленные предприятия и ГРЭС. От станции Белово отходят промышленные ветки:
1. на юг: Белово — ст. Бабанаково, далее к ш. Чертинская-Южная, и разрез Ново-бачатский, участок к ш. Западная разобран;
2. на север: Белово — Беловская ГРЭС.

Данные ветки обслуживаются тепловозами. Кроме того, в северной части станции есть куст подъездных путей Беловской промзоны. Развитая инфраструктура локомотивных и вагонных депо для обслуживания грузовых вагонов.
Пригородное пассажирское сообщение.
Несмотря на развитую инфраструктуру, пригородными поездами обслуживается только одно направление Белово — Новокузнецк. Наибольший пассажиропоток — до Дуброва и Артышты из-за отсутствия регулярного автобусного сообщения этих посёлков с Беловом.
По расписанию ежедневно отправляется один поезд до Новокузнецка, два до станции Бочаты и один до Артышты. Последний после станции Артышта меняет маршрут и следует до Новокузнецка. По расписанию прибытия ежедневно приходит два поезда из Новокузнецка, два из Бачатского и ни одного из Артышты.
По сравнению с автобусом стоимость проезда от Белова до Новокузнецка на электричке в 2 раза дешевле (135 рублей против 285 на автобусе в 2023 году) , однако время в пути на электропоезде составляет 3 часа 49 минут против 2-2,5 часов на автобусе.
За всю историю станции пассажирские пригородные поезда ходили в четырёх направлениях:
1. Белово — Топки. До середины 1990-х годов был прямой электропоезд до Кемерово, в 2000-е поезд ходил Белово-Раскатиха. На 2012 год движение электропоездов по этому участку полностью прекращено, имеется лишь служебное мотрисное сообщение.
2. Белово — Новокузнецк. Самое оживлённое направление, единственное с сохранившимися обычными электропоездами.
3. Белово — Тогучин. Ходили поезда до ст. Тогучин, Курундус и Промышленная. На 2012 год все поезда отменены, за исключением проходящего ускоренного электропоезда Новокузнецк — Новосибирск, что доставляет крайнее неудобство жителям Промышленновского района Кемеровской области. В настоящее время по этому участку есть служебное мотрисное сообщение.
4. Белово — Гурьевск (город в 30 километрах юго-западнее Белова). Пассажирское сообщение существовало довольно непродолжительное время. Рейс отменили из-за низкого пассажиропотока — автобусное сообщение между этими двумя городами куда более развито и пассажиропоток небольшой и почти равномерный, нет пиков, которые могла бы «подхватить» электричка.

Поезда дальнего следования. Через Белово проходят пассажирские поезда из Новокузнецка в следующих направлениях: Москва, Санкт-Петербург, Владивосток, Кисловодск, Новосибирск, Томск. В летнее время возможны поезда до Адлера и Анапы.
Железнодорожный вокзал г. Белово расположен в центре города, является доминантой привокзальной площади и виден из любой точки ул. Юбилейная. Нынешний вокзал, пятый по счёту на этом месте, открыт в 2016 году. Старый вокзал, построенный в 1960-е годы, после землетрясения 19 июня 2013 года проработал несколько месяцев, но был закрыт из-за выявленной трещины в потолочной балке. В 2015 году началась реконструкция (строительство заново) здания вокзала. Более ранние здания вокзалов были деревянными.

### Автомобильный транспорт
Белово находится между двумя крупнейшими городами Кузбасса — Кемерово и Новокузнецком приблизительно на одинаковом расстоянии. Связь с крупнейшими городами области обеспечивают две параллельные автодороги, огибающие город с востока: автомагистраль I категории («Новая трасса») и более узкая III категории («Старая трасса»).
Внешние автодороги ведут из города в семи направлениях:
Север:
- Дорога Белово — поворот на Осиновку (4 км). Начинается у северной границы города, объединяя улицы Кемеровскую и Аэродромную, примыкает к «Старой трассе». Ответвление — развязка с трассой Кузбасс-Алтай. По этой дороге выезжает большая часть транспорта из центра города в направлении Кемерово.
- Дорога "Кузбасс-Алтай" (230 км). Начинается от развязки с дорогой Белово — поворот на Осиновку, сначала идёт на север, у станции Мереть поворачивает на Юго-запад и таким путём идёт до Тальменского района Алтайского края. Имеет важное транспортное значение, так как это одна из двух дорог, связывающая напрямую Алтайский край и Кемеровскую область. Дорога построена в 2000—2001 годах на насыпи недостроенной железной дороги до узловой станции «Среднесибирская» в Алтайском крае.

Восток:
- Дорога Белово — Инской (7 км). Начинается от развилки за посёлком Старо-Белово, пересекает «Старую» и «Новую» трассы. Ответвления ведут в села Беловского района: Коротково, Евтино, Пермяки и др.
- Проезд между ул. Димитрова (дорога Белово - Новый городок) и ул. Придорожной (участок Старой трассы, проходящий по границе пос. Бабанаково) (300 м).

Оба восточных выезда используется водителями, выезжающими в южном направлении из центра. Жители южной части города, наоборот, используют эти выезды для дальнейшего движения на север.
Юг:
- Дорога Белово — Новобачаты (7 км). Начинается от улицы Красноярская в пос. Чертинский. Ответвления — в посёлок им. Ильича и через него — на Старую трассу. Жители южной части города используют дорогу, чтобы выехать дальше на юг. Проезд затрудняет то, что в посёлке Ильича дорога не асфальтирована.

Юго-запад:
- Дорога Белово — Старобачаты (11 км). Начинается от улицы Межевая в пос. Новый городок. Из Старобачат продолжается до Бачатского и Гурьевска в одном направлении, до Артышты и Краснобродского — в другом. Используется жителями Нового Городка и южной части города для поездок в указанные пункты, Новосибирск и Алтайский край.

Запад:
- Дорога Белово — Гурьевск (25 км) с ответвлением в посёлок Бачатский. Начинается от 3-го микрорайона. Проходит через старинные поселения телеутов Беково и Шанда. Продолжение дороги от Гурьевска до с. Красное пересекает трассу Кузбасс — Алтай, и заканчивается примыканием к дороге 1р384, ведущей в Новосибирскую область.

Основная часть водителей следуют для проезда в Новосибирскую область через соседний город Ленинск-Кузнецкий, в котором начинается трасса 1р384.
Автовокзал Белово находится рядом с железнодорожным вокзалом — один из крупнейших в Кузбассе по числу отправлений (две трети рейсов — транзитные) и по занимаемой площади. Автобусные рейсы отправляются во все близлежащие города области с очень короткими интервалами (от 15 до 60 минут). За пределы области совершаются рейсы в Новосибирск, Томск, Барнаул, Бийск. Здание автовокзала построено в 2021 году. До этого в течение 8 лет у автовокзала не было своего здания. Прежнее здание, построенное по типовому проекту в 1970-х годах, было разобрано в 2012 году из-за случившейся здесь катастрофы — при ремонте кровли, на время которого принято решение не закрывать здание для пассажиров, произошло её обрушение. 1 человек погиб, 11 получили ранения.
Автовокзал располагает 14 посадочными площадками, при том, что в более крупных городах обходятся 6—7 площадками. Первые 6 площадок используются для междугородних рейсов, следующие 6 — для пригородных. Такие города как Кемерово, Ленинск-Кузнецкий, Гурьевск, посёлок Бачатский имеют на вокзале индивидуальную площадку, с которой автобусы отправляются только в этот населённый пункт. Одна из площадок во времена СССР служила конечной остановкой для городского рейса — прямо с перрона отправлялись автобусы маршрута № 10 до Больничного городка (3 микрорайон).
Несмотря на большое количество обслуживаемых рейсов, уехать из Белово автобусом бывает довольно сложно, особенно в южном направлении (на Новокузнецк, Прокопьевск, Междуреченск, Таштагол). Автобусы на юг в основном идут транзитом из Кемерово, Ленинска-Кузнецкого и Гурьевска.

### Городской транспорт

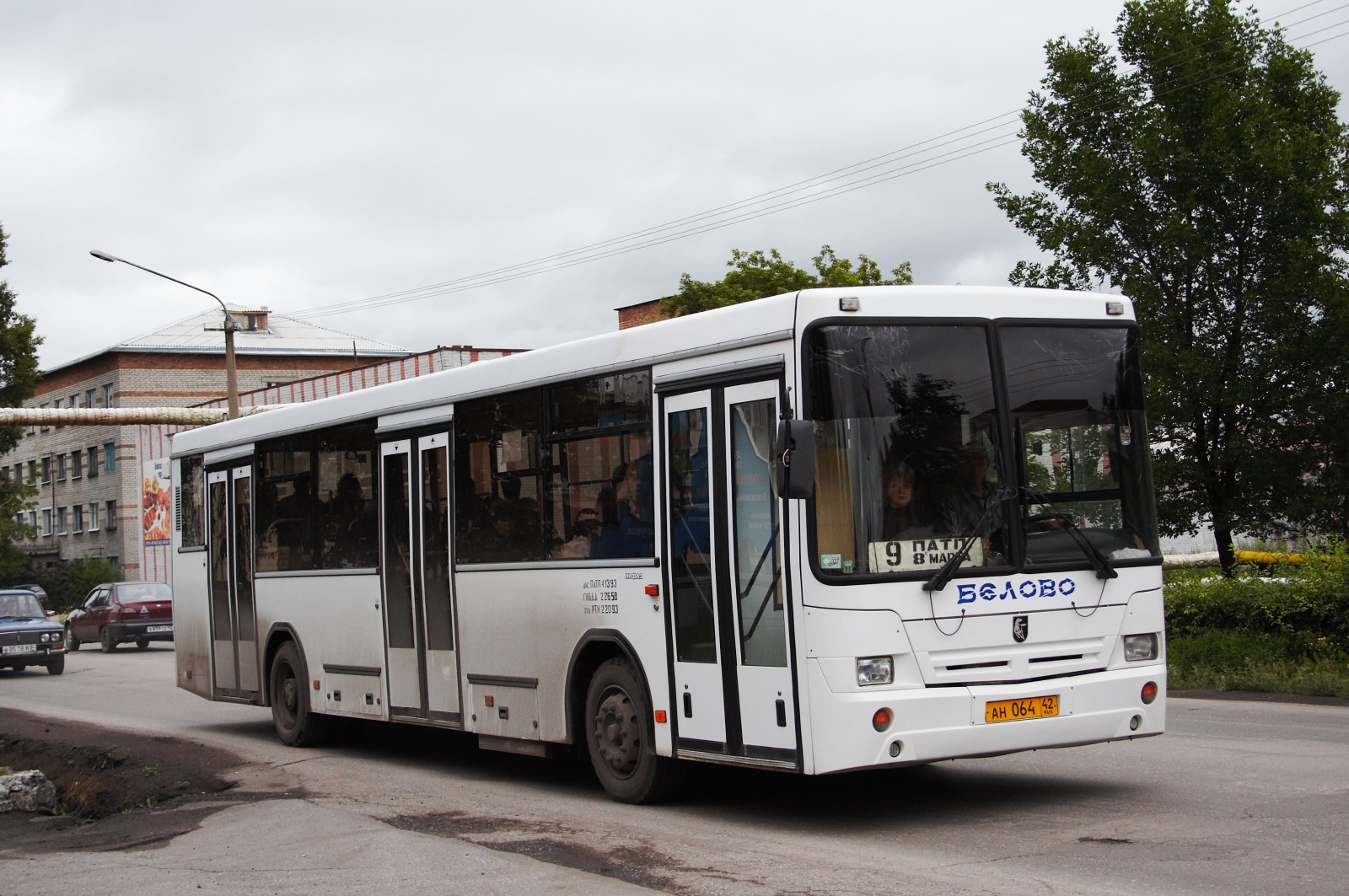
Автобус НефАЗ-5299

Городской пассажирский транспорт представлен автобусами различной вместимости и разных форм собственности, а также частными маршрутными такси и легковыми частными такси.
В городе действует 11 автобусных маршрутов (1, 2, 4, 9, 10, 26, 103,108, 111, 120, 134). Маршруты 1, 108, 111, 120, 134 следуют до населенных пунктов городского округа и имеют в тарифе пригородную составляющую. Маршрут 26 обслуживается исключительно автобусами частных предпринимателей. Маршруты 1, 2, 9, 103,108, 111, 120, 134 обслуживаются совместно государственным предприятием и частными предпринимателями. Маршруты 4 и 10 обслуживаются исключительно государственным предприятием, но дублируются маршрутом 26.
Муниципальные пассажирские автоперевозки осуществляет Государственное Беловское пассажирское автотранспортное предприятие (ГБПАТП), созданное в 1958 году. Основной подвижной состав представлен автобусами ПАЗ-3205, НефАЗ-5299, ЛиАЗ-5256, ЛиАЗ-5292, МАЗ-203, МАЗ-226, ПАЗ-4230, ПАЗ-4238, а также сочлененными автобусами ЛиАЗ-6212 и МАЗ-205. Ранее в парке были ЛиАЗ-677, Ikarus-280, Ikarus-260, MAN и Mercedes-Benz O303.
Коммерческими пассажирскими перевозками на автобусах занимаются несколько предпринимателей. В период отсутствия новых поступлений автобусов в ПАТП, рынок пассажирских перевозок перешел в частные руки - частные автобусы стали выходить на те же маршруты, по которым раньше ездили муниципальные автобусы. Основной подвижной состав: ПАЗ-3205 в однодверном исполнении, ПАЗ-4234 и ПАЗ-3204.
Сейчас наблюдается тенденция к возвращению рынка перевозок к ПАТП.
Коммерческие перевозки на маршрутках в городе осуществляются, но в последнее время микроавтобусы на дорогах появляются очень редко. Чаще всего используются микроавтобусы ГАЗель-2705, в основном старых модификаций. Степень износа этого вида транспорта достаточно высока.
Из-за особенностей застройки города, городской пассажирский транспорт теряет свою популярность, так как многие жители активно приобретают автомобили. Среднее расстояние до остановки общественного транспорта в частном секторе составляет около 1000 метров. Дороги в частном секторе часто не асфальтированы и не отсыпаны, а тротуары отсутствуют. Из-за этого наличие автомобиля становится жизненной необходимостью для многих жителей.

## Образование

### Дошкольное образование
- МБДОУ «ДС № 3 „Кораблик“»
- МБДОУ «ДС № 4 „Теремок“»
- МБДОУ «ДС № 5 „Синичка“»
- МБДОУ «ДС № 9 „Теремок“»
- МБДОУ «ДС № 10 „Сказка“»
- МБДОУ «ДС № 11 „Колокольчик“»
- МБДОУ «ДС № 13 „Аленушка“»
- МБДОУ «ДС № 14 „Солнышко“ компенсирующего вида»
- МБДОУ «ДС № 15 „Родничек“»
- МБДОУ «ДС № 18 „Хрусталик“ компенсирующего вида»
- МАДОУ «ДС № 21 „Сказка“ комбинированного вида»
- МБДОУ «ДС № 25 „Солнышко“»
- МБДОУ «ДС № 27 „Искорка“»
- МБДОУ «ДС № 31 „Зайчик“»
- МБДОУ «ДС № 32 „Родничок“»
- МБДОУ «ДС № 34 „Колосок“»
- МБДОУ «ДС № 37 „Огонек“»
- МБДОУ «ДС № 38 „Левушка“»
- МАДОУ «ДС № 40 „Самоцветы“»
- МБДОУ «ДС № 41 „Солнышко“»
- МБДОУ «ДС № 43 „Снежинка“»
- МБДОУ «ДС № 44 „Сказка“ комбинированного вида»
- МБДОУ «ДС № 45 „Чайка“»
- МБДОУ «ДС № 47 „Золотой ключик“»
- МБДОУ «ДС № 51 „Елочка“ комбинированного вида»
- МБДОУ «ДС № 52 „Медвежонок“»
- МАДОУ «ДС № 53 „Теремок“»
- МАДОУ «ДС № 55 „Богатырь“ комбинированного вида»
- МБДОУ «ДС № 56 „Буратино“»
- МБДОУ «ДС № 57 „Никитка“»
- МАДОУ «ДС № 58 „Солнышко“ комбинированного вида»
- МБДОУ «ДС № 59 „Рябинка“ комбинированного вида»
- МАДОУ «ДС № 60 „Теремок“ комбинированного вида»
- МБДОУ «ДС № 61 „Рябинка“»
- МБДОУ «ДС № 62 „Березка“»
- МБДОУ «ДС № 63 „Лесная полянка“»
- МАДОУ «ДС № 70 „Город мастеров“»
- МБДОУ «ДС № 99 „Изумрудный город“»
- МБДОУ «ДС № 110 „Ласточка“»

### Общее школьное образование
На территории городского округа действуют одна гимназия, один лицей, 13 средних общеобразовательных школ, 6 основных общеобразовательных школ
- Гимназия № 1 имени Г. Х. Тасирова (г. Белово)
- Лицей № 22 (п. Бачатский)
- Средняя общеобразовательная школа № 8 (г. Белово)
- Средняя общеобразовательная школа № 9 (г. Белово, микрорайон Чертинский)
- Средняя общеобразовательная школа № 10 (г. Белово)
- Средняя общеобразовательная школа № 11 (г. Белово)
- Средняя общеобразовательная школа № 12 (п. Инской)
- Средняя общеобразовательная школа № 14 (г. Белово, микрорайон № 3)
- Средняя общеобразовательная школа № 16 (п. Инской)
- Средняя общеобразовательная школа № 19 (п. Новый городок)
- Средняя общеобразовательная школа № 24 (п. Бачатский)
- Средняя общеобразовательная школа № 30 (г. Белово, мкр. Бабанаково)
- Средняя общеобразовательная школа № 32 (г. Белово, микрорайон № 3)
- Средняя общеобразовательная школа № 37 (п. Грамотеино, микрорайон Колмогоры)
- Средняя общеобразовательная школа № 76 (г. Белово)
- Основная общеобразовательная школа № 4 (г. Белово, микрорайон Бабанаково)
- Основная общеобразовательная школа № 5 (г. Белово, микрорайон Чертинский)
- Основная общеобразовательная школа № 7 (г. Белово, микрорайон Старо-Белово)
- Основная общеобразовательная школа № 21 (г. Белово, микрорайон 8 марта)
- Основная общеобразовательная школа № 23 (п. Грамотеино)
- Основная общеобразовательная школа № 28 (г. Белово)

Кроме этого, действуют две коррекционные школы-интерната, два детских дома.
До 2010 года школ в городе было больше. Часть общеобразовательных учреждений была закрыта или реорганизована (понижены до основных или присоединены к соседним школам) на волне демографического упадка в городе.

### Среднее профессиональное образование
В городе работают следующие учреждения среднего профессионального образования:
- Беловский педагогический колледж
- Беловский политехнический колледж
- Беловский филиал Кемеровского медицинского колледжа
- Беловский техникум железнодорожного транспорта
- Беловский техникум технологий и сферы услуг
- Беловский многопрофильный техникум

### Высшее профессиональное образование
В городе работают филиалы следующих вузов:
- Кузбасский государственный технический университет,
- Кемеровский государственный университет.

## Средства массовой информации
Газеты
- Беловский вестник (с 1931 года)
- Вечернее Белово
- Мега Экспресс — ИНФО
- Сельские зори[67]

Радиостанции
Из-за близкого расположения Белова и Ленинск-Кузнецкого иногда имеется возможность неуверенного приёма эфирного теле- и радиовещания из соседнего города.
Две радиостанции г. Белово Радио «Омикс» — 91,3 FМ и Радио «Омикс» — «Авторадио» 107,0 FМ имеют региональный статус, поскольку у них есть лицензии на эфирное вещание и на г. Белово и на г. Ленинск-Кузнецкий. Аналогичный статус имеет телевизионный канал "Радиотелевизионная компания «Омикс».
Радиостанция областного вещания — Кузбасс FM.
Старейшим местным СМИ является телеканал Радиотелевизионная компания «Омикс», основанная c 12 апреля 1993 году, а с 1997 года осуществляющая телевещание на г. Ленинск-Кузнецкий и весь центр Кузбасса. Областное СМИ — «Кузбасс 1».
| Частота, МГц | Название станции          | Мощность передатчика, кВт | RDS  | Место установки передатчика | Дата начала вещания |
| ------------ | ------------------------- | ------------------------- | ---- | --------------------------- | ------------------- |
| 91,3         | «Радио Омикс»             | 0,5                       | Нет  | Белово                      | 12.2024             |
| 94,4         | (ПЛАН) Русское радио      | 1,0                       | Нет  | -                           | -                   |
| 95,4         | Love Radio                | 0,5                       | Нет  | Белово                      | 01.09.2008          |
| 95,8         | Новое радио               | 0,5                       | Есть | Белово                      | 23.07.2018          |
| 96,3         | Европа Плюс               | 1,0                       | Есть | Белово                      | 16.03.2019          |
| 96,7         | Радио Дача                | 1,0                       | Нет  | Белово                      | 10.01.2013          |
| 98,4         | Радио Монте-Карло         | 0,5                       | Нет  | Белово                      | 11.07.2018          |
| 101,3        | Авторадио (Грамотеино)    | 0,2                       | Нет  | Грамотеино                  | 07.02.2025          |
| 102,1        | Радио Ваня                | 1,0                       | Есть | Грамотеино                  | 01.07.2013          |
| 104,5        | Кузбасс FM                | 0,5                       | Нет  | Белово                      | 01.10.2003          |
| 106,1        | Радио ENERGY              | 1,0                       | Есть | Грамотеино                  | 04.05.2018          |
| 107,0        | Авторадио / «Радио Омикс» | 1,0                       | Есть | Белово                      | 12.04.2002          |

Телевидение
Старейшим местным СМИ является телеканал Радиотелевизионная компания «Омикс», основанная с 12 апреля 1993 года, а с 1997 осуществляющая телевещание и на г. Ленинск-Кузнецкий. Областное СМИ — «Кузбасс Первый».
Эфирное аналоговое телевидение
Аналоговое телевидение
| Частотный канал | Название канала | Мощность передатчика, кВт | Место установки передатчика | Дата начала вещания |
| --------------- | --------------- | ------------------------- | --------------------------- | ------------------- |
| 8               | РТК «Омикс»     | 1,0                       | Белово                      | 12.04.93            |
| 40              | Кузбасс Первый  | 1,0                       | Белово                      | 01.01.20            |

Цифровое телевидение
Первый мультиплекс цифрового телевидения России (РТРС-1) — 21 канал (474 МГц), 1 кВт, с 23.08.2013:
Второй мультиплекс цифрового телевидения России (РТРС-2) — 46 канал (674 МГц), 1 кВт, с 07.05.2014:
Цифровое вещание осуществляет Ленинск-Кузнецкая РТПС.